# Валлі Лембер-Богаткіна
Валлі Лембер-Богаткіна (ест. Valli Lember-Bogatkina; 30 жовтня 1921, Тарту — 14 червня 2016) — естонська художниця, аквареліст, художник-монументаліст, ілюстратор книг для дітей. Один з її творів — «Віруська клятва». Заслужений художник Естонської РСР (1983), столична премія діячеві культури за 2011 рік., кавалер Білої зірки IV класу (2006), член Спілки художників з 1944 року.

## Біографія
Закінчила вище художнє промислове училище з декоративного мистецтва (1940). Багаторазово виставлялася на персональних і колективних виставках, як в  Естонії, так і в багатьох інших країнах. Однією з її учениць була Леа-Туті Лівшиць. Її чоловік, Володимир Валеріанович Богаткін (1922–1971), був відомим радянським художником. Сини: Георг Богаткін — керамік, Володимир Богаткін — теле- і кінооператор, відомий своїми репортажами з багатьох Олімпіад.

## Монументальні твори
- Панно зі скляної мозаїки «Йдемо на велике свято» в Білому залі Національної опери «Естонія» (1950)
- Художня композиція на фасаді спортивного холу в Таллінні (1962)